# Eddie Arcaro
Eddie Arcaro (Cincinnati, Ohio, 1916. február 19. – Miami, Florida, 1997. november 14.) amerikai olasz zsoké. A telivér lóverseny ismert zsokéja volt, visszavonulása után a CBS elemzője volt a témában.